# コールジュ
コールジュ（ウクライナ語：Корж）は、ウクライナ料理の一つ。丸くて平たいパン。種無しパン生地を薄く延ばし、サーロの油を塗って焼く。
乾いたコールジュはコサックや農民によって非常用糧食として使われた。
小さくて甘いコールジュはコールジク（Коржик）と呼ばれ、クッキーのようにして食べられた。
なお、中世・近世時代にコールジュをよく作ったり、よく食べたりする人は「コールジュ」という渾名で呼ばれた。18世紀にはその渾名が名字となった。

## 関連地名
- コルジーウカ